# Isócrono
Isócrono (do grego iso, igual + cronos, tempo), significa literalmente ocorrer ao mesmo tempo ou em intervalos de tempo iguais. O termo é usado em contextos técnicos diferentes.
- Em telecomunicações, isócrono possui os seguintes significados:

1. Sinal periódico, pertencendo a transmissão no qual o intervalo de tempo separando duas modulações correspondentes quaisquer é igual à intervalo unitário ou a um múltiplo da unidade de intervalo.
2. Pertinente à transmissão de dados na qual os instantes significantes correspondentes de dois ou mais sinais sequenciais possuem um relacionamento de fase constante.

- Em geração de eletricidade, isócrono significa que a freqüência da eletricidade gerada é fixa ou constante, e que há queda zero no gerador.
- No Universal Serial Bus usado em computadores, isócrono é um dos quatro tipos de fluxo de dados para dispositivos USB (sendo os outros Control, Interrupt e Bulk). É comumente usada para streaming de certos tipos de dados, tais como os de vídeo ou áudio.
- Em teoria dos sistemas dinâmicos um oscilador é chamado de isócrono se a freqüência é independente da sua amplitude. Por exemplo, em horologia, isócrono refere-se a um relógio de pêndulo ou relógio de pulso que funciona sempre a uma mesma taxa, independente das mudanças efetuadas em sua força motriz, de modo que mantém sempre a hora certa a medida que sua corda se desenrola.[1]
- Em aceleradores de partículas, um cíclotron isócrono é um cíclotron onde a força do campo aumenta com o raio para compensar o aumento relativístico na massa devido à velocidade.

Estreitamente relacionado à propriedade de ser isócrono é o termo isócrona que se refere a curvas de nível de mesma idade, por exemplo, em camadas geológicas, anéis de árvores ou frentes de onda.